# Cyprian Kreutz
Pour les articles homonymes, voir Kreutz.
Cyprian Antonovitch von Kreutz baron de Belzig (en russe : Киприан Антонович Крейц) né le 10 juillet 1777, à Retchytsa, Gouvernement de Minsk, mort le 13 juillet 1850, à Bukhof, Gouvernement de Courlande est un général de l'armée impériale russe.

## Biographie
Cyprian Kreutz est descendant de la famille suédoise de Courlande, avec le titre de baron. Il fut marié avec Karolina von Offenberg. Il commence son service en Pologne, au service du roi Stanislas Auguste Poniatowski, avec le grade d'adjudant-général. En 1801 il est colonel du régiment de Valérien Zoubov. Il part en guerre de 1805 à 1807 et participe à 13 batailles. Dans les années 1808-1809 il se trouve sur les bords de la Baltique. Le 8 mars 1810 il est nommé commandant d'un régiment de dragons en Sibérie.

### Campagnes
Il participe à la campagne de 1812, avec la bataille d'Ostrovno, la bataille de Kliastitsy, la bataille de Smolensk, la bataille de Winkowo, la bataille de Maloyaroslavets, et la bataille de Viazma. Le 15 juin, il est nommé général-major. Le 30 juin il dirige la bataille d'Achmiany, et à la bataille de la Moskova contre Napoléon, où il sera blessé. Il dirige de nombreuses campagnes entre 1813-1814, et sera nommé en 1814 gouverneur général du duché de Schleswig.
Le 11 décembre 1824, il est nommé lieutenant-général et participe au Guerre russo-turque entre 1828 et 1829, en Principauté de Moldavie et en Bulgarie. Après toutes ces campagnes il prend sa retraite.

### Insurrection de Novembre 1830
Lors de l'Insurrection de Novembre 1830, il reprend du service à la tête de la cavalerie du corps de réserve et de 2 régiments cosaques, ainsi que de 6 000 soldats début du mois de février 1831 au-delà du Bug dans les environs de Uściług. Vers la mi-février il traverse les rives de la Vistule de Puławy, Zvolen jusqu'à la bataille de Radom.
Il est l'un des protagonistes de la défaite de la Pologne à la ligne de front Sud-Est. Le 15 avril 1831 il est nommé au grade de général de cavalerie, et en août 1831 il participera à la prise de Varsovie. En septembre 1831 il est décoré de l'Ordre de Saint-Georges de deuxième classe.

## Source
- (pl) Cet article est partiellement ou en totalité issu de l’article de Wikipédia en polonais intitulé « Cyprian Kreutz » (voir la liste des auteurs).